# Concealed Enemies
Concealed Enemies es un docudrama estadounidense de 1984, que trata de los acontecimientos que condujeron a la detención, condena y encarcelamiento del antiguo oficial Alger Hiss del Departamento de Estado de los Estados Unidos.